# Опеченски Посад
Опе́ченски Поса́д (на руски: Опеченский Посад) е село в Боровички район, Новгородска област, Русия. Населението му през 2010 година е 958 души. До 1820 г. се е казвал само Опеченски Рядок (на руски: Опеченский Рядок).

## География

### Разположение
Опеченски Посад е разположено в Северната част на Европейска Русия на брега на река Мста.

### Климат
Климатът в Опеченски Посад е умереноконтинентален (Dfb по Кьопен) с горещо и сравнително влажно лято и дълга студена зима.